# Verkiezingen voor het Europees Parlement 2004/Kandidatenlijst/CDH
Dit is de kandidatenlijst van het Belgische cdH voor de Europese Parlementsverkiezingen van 2004. De verkozenen staan vetgedrukt.

## Effectieven
1. Joëlle Milquet
2. Marcel Crochet
3. Catherine Fonck
4. Vanessa Matz
5. Fabienne Manandise
6. Hamza Fassi-Fihri
7. Marie-Paule Leboutte-Detelle
8. Benoît Lutgen
9. Jean-Jacques Viseur

## Opvolgers
1. Raymond Langendries
2. Claire Vandevivere
3. Antoine Tanzilli
4. Ekaterini Sigalas-Stamati
5. Marc-Antoine Mathijsen
6. Clotilde Nyssens